# Campionati europei giovanili di nuoto 2013
I XXXX Campionati europei giovanili di nuoto si sono svolti in Polonia dal 10 al 14 luglio 2013. Le sedi di gara sono state a Poznań.

## Medagliere
| Posizione | Paese         | Oro | Argento | Bronzo | Totale |
| --------- | ------------- | --- | ------- | ------ | ------ |
| 1         | Russia        | 22  | 8       | 2      | 32     |
| 2         | Gran Bretagna | 3   | 9       | 3      | 15     |
| 3         | Germania      | 3   | 7       | 11     | 21     |
| 4         | Rep. Ceca     | 2   | 3       | 0      | 5      |
| 4         | Lituania      | 2   | 3       | 0      | 5      |
| 4         | Ucraina       | 2   | 3       | 0      | 5      |
| 7         | Ungheria      | 2   | 2       | 4      | 8      |
| 8         | Polonia       | 2   | 1       | 4      | 7      |
| 9         | Spagna        | 1   | 2       | 2      | 5      |
| 10        | Italia        | 1   | 1       | 8      | 10     |
| 11        | Svezia        | 1   | 1       | 1      | 3      |
| 12        | Danimarca     | 1   | 0       | 1      | 2      |
| 13        | Slovenia      | 0   | 1       | 1      | 2      |
| 14        | Austria       | 0   | 1       | 0      | 1      |
| 14        | Paesi Bassi   | 0   | 1       | 0      | 1      |
| 16        | Grecia        | 0   | 0       | 2      | 2      |
| 17        | Francia       | 0   | 0       | 1      | 1      |
| 17        | Lussemburgo   | 0   | 0       | 1      | 1      |
| Totale    | Totale        | 42  | 43      | 41     | 126    |

## Podi

### Uomini
RC = record dei campionati
| Evento               | Oro                                                                       | Tempo    | Argento                                                                                    | Tempo    | Bronzo                                                                | Tempo    |
| Stile libero         |                                                                           |          |                                                                                            |          |                                                                       |          |
| 50 m                 | Evgeny Sedov                                                              | 22.07    | Bogdan Plavin                                                                              | 22.43    | Fotios Mylonas                                                        | 22.64    |
| 100 m                | Evgeny Sedov                                                              | 49.23    | Kyle Stolk                                                                                 | 49.94    | Sebastian Szczepanski                                                 | 50.22    |
| 200 m                | James Guy                                                                 | 1'48.45  | Aleksandr Krasnych                                                                         | 1'49.10  | Andrea Mitchell D'Arrigo                                              | 1'49.56  |
| 400 m                | Jan Micka                                                                 | 3'50.74  | Matthew Johnson                                                                            | 3'51.11  | Andrea Mitchell D'Arrigo                                              | 3'51.74  |
| 800 m                | Pawel Furtek                                                              | 7'59.12  | Jan Micka                                                                                  | 7'59.49  | Wojciech Wojdak                                                       | 8'01.28  |
| 1500 m               | Jan Micka                                                                 | 15'13.51 | Pawel Furtek                                                                               | 15'13.85 | Caleb Hughes                                                          | 15'19.63 |
| Dorso                |                                                                           |          |                                                                                            |          |                                                                       |          |
| 50 m                 | Grigorij Tarasevič                                                        | 25.46    | Evgeny Sedov                                                                               | 25.55    | Apostolos Christou                                                    | 25.76    |
| 100 m                | Grigorij Tarasevič                                                        | 55.08    | Danas Rapšys                                                                               | 55.44    | Simone Sabbioni                                                       | 55.73    |
| 200 m                | Danas Rapšys                                                              | 1'59.31  | Grigorij Tarasevič                                                                         | 1'59.51  | David Foldhazi                                                        | 1'59.89  |
| Rana                 |                                                                           |          |                                                                                            |          |                                                                       |          |
| 50 m                 | Johannes Skagius                                                          | 27.71    | Vsevolod Zanko Peter John Stevens                                                          | 28.06    |                                                                       |          |
| 100 m                | Vsevolod Zanko                                                            | 1'00.96  | Johannes Skagius                                                                           | 1'01.27  | Ilya Khomenko                                                         | 1'01.48  |
| 200 m                | Mikhail Dorinov                                                           | 2'12.27  | Alexander Palatov                                                                          | 2'12.69  | Yannick Lindenberg                                                    | 2'13.92  |
| Delfino              |                                                                           |          |                                                                                            |          |                                                                       |          |
| 50 m                 | Evgeny Sedov                                                              | 23.85    | Jonas Bergmann                                                                             | 24.06    | Daniel Steen Andersen                                                 | 24.25    |
| 100 m                | Daniel Steen Andersen                                                     | 53.61    | Sascha Subarsky                                                                            | 53.71    | Mattia Mugnaini                                                       | 53.73    |
| 200 m                | Matthew Johnson                                                           | 1'58.84  | Alexander Kudashev                                                                         | 1'59.09  | Pedro Terres Illescas                                                 | 1'59.73  |
| Misti                |                                                                           |          |                                                                                            |          |                                                                       |          |
| 200 m                | Semen Makovich                                                            | 1'59.94  | Max Litchfield                                                                             | 2'02.13  | Mark Szaranek                                                         | 2'02.49  |
| 400 m                | Semen Makovich                                                            | 4'14.65  | Matthew Johnson                                                                            | 4'17.47  | Alexander Osipenko                                                    | 4'18.67  |
| Staffette            |                                                                           |          |                                                                                            |          |                                                                       |          |
| 4x100 m stile libero | Polonia Jan Hołub Rafal Bugdol Maciej Falacinski Sebastian Szczepanski    | 3'21"71  | Russia Evgeny Sedov Ivan Kuzmenko Daniil Melyanenkov Sergey Tarkhanov                      | 3'22"61  | Germania Damian Wierling Poul Zellmann Lucas Schenke Alexander Kunert | 3'22"72  |
| 4x200 m stile libero | Regno Unito Max Litchfield Alex Dunk Caleb Hughes James Guy               | 7'19"84  | Spagna Miguel Duran Navia Marc Calzada Munoz Arnau Rovira Guillen G. Sanchez Gtrez-Cabello | 7'23"28  | Germania Poul Zellmann Lucas Schenke Michael Stoehner Damian Wierling | 7'23"40  |
| 4x100 m misti        | Russia Grigorij Tarasevič Vsevolod Zandko Alexander Kudashev Evgeny Sedov | 3'37"93  | Germania Carl-Louis Schwarz Yannick Lindenberg Alexander Kunert Damian Wierling            | 3'41"45  | Svezia Axel Petersson Johannes Skagius Joachim Bratt Emil Gustavsson  | 3'42"80  |

### Donne
| Evento               | Oro                                                                                | Tempo    | Argento                                                                             | Tempo    | Bronzo                                                                                       | Tempo    |
| Stile libero         |                                                                                    |          |                                                                                     |          |                                                                                              |          |
| 50 m                 | Rozaliya Nasretdinova                                                              | 25.05    | Rūta Meilutytė                                                                      | 25.26    | Giorgia Biondani                                                                             | 25.31    |
| 100 m                | Mariya Baklakova                                                                   | 54.78    | Fatima Gallardo Carapeto                                                            | 55.76    | Julie-Marie Meynen                                                                           | 55.92    |
| 200 m                | Mariya Baklakova                                                                   | 1'58.21  | Valeria Salamatina                                                                  | 2'01.11  | Melinda Novoszath                                                                            | 2'01.94  |
| 400 m                | Leonie Antonia Beck                                                                | 4'12.87  | Nikoletta Kiss                                                                      | 4'13.43  | Linda Caponi                                                                                 | 4'13.86  |
| 800 m                | Leonie Antonia Beck                                                                | 8'33.08  | Alisia Tettamanzi                                                                   | 8'41.73  | Nikoletta Kiss                                                                               | 8'43.07  |
| 1500 m               | Jimena Perez Blanco                                                                | 16'30.63 | Flora Sibalin                                                                       | 16'36.80 | Alisia Tettamanzi                                                                            | 16'41.49 |
| Dorso                |                                                                                    |          |                                                                                     |          |                                                                                              |          |
| 50 m                 | Daria Ustinova                                                                     | 28.63    | Kathleen Dawson                                                                     | 28.69    | Laura Riedemann                                                                              | 29.05    |
| 100 m                | Daria Ustinova                                                                     | 1'01.14  | Kathleen Dawson                                                                     | 1'02.21  | Laura Riedemann                                                                              | 1'02.61  |
| 200 m                | Sonnele Oeztuerk                                                                   | 2'13.90  | Ugne Mazutaityte                                                                    | 2'14.28  | Laura Riedemann                                                                              | 2'14.61  |
| Rana                 |                                                                                    |          |                                                                                     |          |                                                                                              |          |
| 50 m                 | Viktoriya Solnceva                                                                 | 30.83    | Marlene Huether                                                                     | 31.61    | Margarethe Hummel                                                                            | 31.65    |
| 100 m                | Rūta Meilutytė                                                                     | 1'05.48  | Viktoriya Solnceva                                                                  | 1'07.85  | Marlene Huether                                                                              | 1'09.20  |
| 200 m                | Viktoriya Solnceva                                                                 | 2'25.97  | Anastasiya Malyavina                                                                | 2'28.71  | Silvia Guerra                                                                                | 2'30.03  |
| Delfino              |                                                                                    |          |                                                                                     |          |                                                                                              |          |
| 50 m                 | Rozaliya Nasretdinova                                                              | 26.56    | Lucie Svecena                                                                       | 26.88    | Nastja Govejsek                                                                              | 26.99    |
| 100 m                | Claudia Tarzia                                                                     | 59.68    | Lucie Svecena                                                                       | 59.69    | Marie Wattel                                                                                 | 59.88    |
| 200 m                | Anastasia Guzhenkova                                                               | 2'11.24  | Emma Day                                                                            | 2'12.14  | Dalma Sebestyen                                                                              | 2'12.75  |
| Misti                |                                                                                    |          |                                                                                     |          |                                                                                              |          |
| 200 m                | Dalma Sebestyen                                                                    | 2'16.10  | Emma Day                                                                            | 2'16.14  | Lisa Katharina Hoepink                                                                       | 2'16.64  |
| 400 m                | Adel Farkas                                                                        | 4'44.79  | Amber Keegan                                                                        | 4'46.83  | Emily Siebrecht                                                                              | 4'48.05  |
| Staffette            |                                                                                    |          |                                                                                     |          |                                                                                              |          |
| 4x100 m stile libero | Russia Mariya Baklakova Rozaliya Nasretdinova Daria Kartashova Daria Ustinova      | 3'42"58  | Germania Anna-Stephanie Dietterle Helen Scholtissek Nele Klein Rosalie Kaethner     | 3'45"50  | Regno Unito Harriet Cooper Linda Shaw Lucy Hope Katie Latham                                 | 3'46"89  |
| 4x200 m stile libero | Russia Valeria Salamatina Anastasia Guzhenkova Polina Volkodavova Mariya Baklakova | 8'01"62  | Germania Antonia Massone Rosalie Kaethner Alina Jungklaus Leonie Antonia Beck       | 8'07"75  | Spagna Elisa Sanchez Morales Fatima Gallardo Carapeto Carmen Rico Perez Africa Zamorano Sanz | 8'10"04  |
| 4x100 m misti        | Russia Daria Ustinova Polina Kazina Anastasia Guzhenkova Mariya Baklakova          | 4'06"11  | Germania Laura Riedemann Margarethe Hummel Lisa Katharina Hoepink Helen Scholtissek | 4'07"48  | Polonia Agata Naskret Dominika Sztandera Paulina Nogaj Wioletta Orczykowska                  | 4'10"98  |

### Gare miste
| Evento               | Oro                                                                      | Tempo   | Argento                                                                        | Tempo   | Bronzo                                                                      | Tempo   |
| Staffette            |                                                                          |         |                                                                                |         |                                                                             |         |
| 4x100 m stile libero | Russia Evgeny Sedov Ivan Kuzmenko Rozaliya Nasretdinova Mariya Baklakova | 3'29"10 | Germania Damian Wierling Nele Klein Alexander Kunert Helen Scholtissek         | 3'34"23 | Regno Unito Jack Smith Mark Szaranek Harriet Cooper Katie Latham            | 3'33"25 |
| 4x100 m misti        | Russia Daria Ustinova Vsevolod Zanko Alexander Kudashev Mariya Baklakova | 3'50"58 | Germania Laura Riedemann Yannick Lindenberg Alexander Kunert Helen Scholtissek | 3'53"93 | Polonia Agata Naskret Marcin Stolarski Jerzy Twarowski Wioletta Orczykowska | 3'54"30 |